# No!
No! é o nono álbum de estúdio da banda They Might Be Giants, lançado a 11 de Junho de 2002.

## Faixas
Todas as faixas por They Might Be Giants, exceto onde anotado.
1. "Fibber Island" – 2:10
2. "Four of Two" – 2:18
3. "Robot Parade" – 1:22
4. "No!" – 1:30
5. "Where Do They Make Balloons?" (Danny Weinkauf) – 2:41
6. "In the Middle, In the Middle, In the Middle" (Vic Mizzy) – 1:16
7. "Violin" – 2:26
8. "John Lee Supertaster" – 2:01
9. "The Edison Museum" – 2:02
10. "The House at the Top of the Tree" – 2:31
11. "Clap Your Hands" – 1:22
12. "I Am Not Your Broom" – 1:04
13. "Wake Up Call" – 1:10
14. "I Am a Grocery Bag" – 0:35
15. "Lazyhead and Sleepybones" – 3:28
16. "Bed Bed Bed" – 3:12
17. "Sleepwalkers" – 2:42

## Paradas
Álbum
| Parada (2002) | Posição |
| ------------- | ------- |
| Top Kid Audio | 1       |

## Créditos
- John Flansburgh - Guitarra, vocal
- Robin "Goldie" Goldwasser - Vocal
- Dan Hickey - Bateria
- Nicholas Hill - Vocal
- Dan Levine - Trombone
- John Linnell - Teclados, vocal
- Dan Miller - Guitarra
- Jim O'Connor - Trompete
- Danny Weinkauf - Baixo, vocal
- Krystof Witek - Violino
- Garo Yellin - Violoncelo